# 1111-es busz
Az 1111-es jelzésű távolsági autóbusz Budapest, Népliget autóbusz-pályaudvar és Jánoshalma, autóbusz-állomás között közlekedik minden nap egyszer oda-vissza. A viszonylatot a Volánbusz üzemelteti.

## Története
Az autóbuszvonal 2021. április 11-én jött létre, amikor a tavaszi menetrendváltozás során az 1110-es és az 5306-os buszok Budapest és Kalocsa, valamint Kalocsa és Jánoshalma közötti járatait összevonták, új közvetlen kapcsolatot teremtve Jánoshalma és a főváros között.

## Útvonala
Budapest, Népliget autóbusz-pályaudvarról való elindulása után az Ecseri úton keresztül rátér az M5-ös autópálya fővárosból kivezető szakaszára (Gyáli út), amelyen egészen az M51-es autóútig halad. Ezután az M51-esen keresztül jut el az 51-es főútig, majd ezen haladva elkerüli Dunaharaszti és Taksony településeket. Budapest után Kiskunlacháza városa az első település, amelyen áthalad és egyben itt található az első megállója is. A várost elhagyva a következő érintett település Dömsöd, ahol két helyen van lehetőség a le- és felszállásra. A község elhagyása után nem sokkal eléri Bács-Kiskun vármegyét, majd Tass és Szalkszentmárton települések után elhagyja a főútvonalat és betér Dunavecsére, valamint Apostagra. Utóbbi átszelése után visszatér az 51-es főútra, nem sokkal később pedig megérkezik Solt városába, ahol keresztezi az 52-es főutat. Nem sokkal később áthalad Harta és Dunapataj községeken, majd megérkezik Kalocsa városába, ahol kettő megállóhelyen áll meg. Ezt követően még a városon belül elhagyja az 51-es főutat, majd mellékútvonalakon folytatja útját, távolsági helyett helyközi járat szerepében: településenként több helyen áll meg, sokszor tanyasi bekötőutaknál. Rendkívül beszédes, hogy míg Budapest és Kalocsa (117 kilométer) között 15 megállóval rendelkezik, addig Kalocsa autóbusz-állomás és Jánoshalma autóbusz-állomás között (41 kilométer) 12 megállási pontja van.

## Megállóhelyei
| 0   | Budapest, Népliget autóbusz-állomás végállomás | 200 | 1, 1A 83 254E 607, 608, 626, 627, 628, 629, 630, 631, 632, 633, 635, 636, 650, 653, 654, 655, 656, 657, 659, 660, 661, 679, 705 1080, 1081, 1085, 1087, 1090, 1092, 1094, 1110, 1113, 1115, 1120, 1121, 1125, 1131, 1134, 1136, 1172, 1173, 1174, 1175, 1176, 1177, 1183, 1184, 1185, 1188, 1189, 1190, 1191, 1193, 1194, 1201, 1205, 1212, 1215, 1216, 1229, 1251, 1253, 1254, 1257, 1268 |
| 20  | Dunaharaszti elágazás (Némedi út)              | 177 | 632, 633, 656, 657, 659, 660 1110, 1113, 1115 |
| 43  | Kiskunlacháza, vasútállomás elágazás           | 156 | 645, 647, 648, 650, 651, 653, 654, 656, 659, 660, 661, 665, 668, 669, 670 1110, 1113, 1115 |
| 45  | Kiskunlacháza, Miska csárda                    | ∫   | 645, 647, 653, 660, 661, 665, 668, 669, 670 1110 |
| 47  | Kiskunlacháza, Móricz Zsigmond utca            | 152 | 660 1110, 1113 |
| 58  | Dömsöd, vasútállomás elágazás                  | 142 | 646, 649, 660, 668, 669, 671 1110, 1113 |
| 60  | Dömsöd, Kossuth Lajos utca 136.                | 139 | 646, 649, 660, 668, 669, 671 1110, 1113 |
| 67  | Tass, Március 15. utca                         | 132 | 646, 653 1110, 1113 5241, 5311, 5362, 5364, 5392 |
| 68  | Tass, Telep utca                               | 131 | 1110, 1113 |
| 72  | Szalkszentmárton, bejárati út                  | 127 | 1110, 1113 5362 |
| 82  | Dunavecse, autóbusz-váróterem                  | 117 | 1110, 1113 5231, 5234, 5311, 5362, 5364, 5365, 5392, 8202, 8203 |
| 87  | Apostag, vasútállomás                          | 112 | 1110, 1112 5231, 5234, 5311, 5362, 5364, 5365, 8202, 8203 |
| 98  | Solt, Aranykulcs tér                           | 100 | 1110, 1113, 1499, 1507, 1510, 1512, 1513, 1528, 1529, 1547, 1568, 1803 5058, 5227, 5231, 5234, 5311, 5350, 5359, 5362, 5364, 5365, 5381, 5382, 5502, 8202, 8203, 8205, 8206, 8207 |
| 113 | Harta, autóbusz-váróterem                      | 86  | 1110, 1113, 1803 5227, 5243, 5311, 5354, 5359, 5360, 5364, 5365, 5368 |
| 121 | Dunapataj, iskola                              | 78  | 1110, 1113, 1803 5227, 5243, 5311, 5312, 5359, 5360, 5364, 5365, 5368, 5376 |
| 135 | Kalocsa, kórház                                | 64  | 1110, 1113, 1803 5227, 5243, 5310, 5311, 5314, 5349, 5354, 5355, 5359, 5360, 5364, 5365, 5366, 5367, 5368, 5369, 5370, 5371, 5372, 5373, 5375, 5376 |
| 140 | Kalocsa, autóbusz-állomás                      | 50  | 555 1110, 1113, 1566, 1803 5056, 5058, 5218, 5227, 5232, 5243, 5295, 5306, 5310, 5311, 5312, 5314, 5316, 5349, 5353, 5354, 5355, 5359, 5360, 5364, 5365, 5366, 5367, 5368, 5369, 5370, 5371, 5372, 5373, 5375, 5376 |
| 157 | Miske, autóbusz-váróterem                      | 37  | 5232, 5306, 5316, 5370, 5371 |
| 159 | Miske, Béke út                                 | 37  | 5232, 5306, 5316, 5370, 5371 |
| 165 | Hajós, Kossuth Lajos utca 50.                  | 29  | 5232, 5306, 5316, 5370, 5371 |
| 167 | Hajós, autóbusz-váróterem                      | 27  | 5226, 5232, 5306, 5315, 5316, 5370, 5371 |
| 168 | Hajós, cukrászda                               | 27  | 5226, 5306, 5315, 5316, 5370, 5371 |
| 169 | Hajós, Ady utca                                | 24  | 5226, 5232, 5306, 5315, 5316, 5370, 5371 |
| 173 | Hajósi pincék                                  | 20  | 1524, 1535 5219, 5226, 5232, 5306, 5315, 5316, 5370, 5371 |
| 183 | Kéleshalom, gazdaság                           | 11  | 5306 |
| 186 | Kéleshalom, Kecskés, bejárati út               | 8   | 5306 |
| 188 | Kéleshalom, Kisráta                            | 6   | 5306 |
| 193 | Jánoshalma, Botond utca                        | 2   | 5306 |
| 195 | Jánoshalma, autóbusz-állomás végállomás        | 0   | 1577 5216, 5286, 5287, 5289, 5306, 5321, 5323, 5324, 5328, 5370 |